# Irina Embrich
Irina Embrich (nume de fată Irina Zamkovaja n. 12 iulie 1980, Tallin, RSS Estonă, URSS) este o scrimeră estonă specializată pe spadă. 
A fost vicecampioană mondială în 2006 la Torino după ce a pierdut în finala cu unguroaica Tímea Nagy. Cu echipa Estoniei a cucerit medalia de aur la Campionatul European din 2013 de la Zagreb, după ce s-au împuns în fața României. A fost și vicecampioană mondială pe echipe în 2014 la Kazan, Estonia fiind învinsă de Rusia.

## Palmares
Clasamentul la Cupa Mondială
| An  | 2002 | 2003 | 2004 | 2005 | 2006 | 2007 | 2008 | 2009 | 2010 | 2011 | 2012 | 2013 | 2014 | 2015 |
| --- | ---- | ---- | ---- | ---- | ---- | ---- | ---- | ---- | ---- | ---- | ---- | ---- | ---- | ---- |
| Loc | 56   | 84   | 94   | 109  | 20   | 16   | 37   | 34   | 32   | 33   | 28   | 10   | 13   | 29   |

## Legături externe
- Materiale media legate de Irina Embrich la Wikimedia Commons
- Prezentare Arhivat în 20 decembrie 2014, la Wayback Machine. la Confederația Europeană de Scrimă
- en Irina Embrich la Olympedia.org